# فرد آوی
فرد آوی (انگلیسی: Fred Avey; ۳۱ اوت ۱۹۰۹ – ۱۷ سپتامبر ۱۹۹۹) بازیکن فوتبال اهل بریتانیا بود.
از باشگاه‌هایی که در آن بازی کرده‌است می‌توان به باشگاه فوتبال فولام، باشگاه فوتبال تورکی یونایتد، و باشگاه فوتبال تانبریج ولز اشاره کرد.